# Летний театр (Перловка)
Ле́тний теа́тр в Перло́вке — бывший летний театр в черте города Мытищи, существовавший с 1883 по 1915 г., шедевр дачной архитектуры (признан одним из самых красивых дачных театров в Подмосковье). Находился на месте современного торгового комплекса «Перловский» около железнодорожной станции «Перловская».

## История
Построен в 1883 году братьями Николаем и Иваном Перловыми в своём имении для развлечения дачников, театр имел свою труппу, оркестр. Он был прекрасно оборудован: электростанция, водокачка, окружён красивым сосновым парком с фонтаном. На сцене театра выступали известные вокалисты Н.Н. Соколова-Мшанская и Л.В. Собинов.
Но в начале XX века у театра возникают серьёзные проблемы. После продажи Перловыми в 1909 году имения Удельному Ведомству театр со всеми постройками отходит государству. Деревянное театральное здание значительно обветшало и требует капитального ремонта. Театр не приносит доходов, так как работает только летом, а зимой забит мебелью дачников. После отчуждения театра прежними владельцами возникло много материальных проблем. Труппа с оркестром либо распалась, либо перешла в другой театр Перловых в имении Ново-Перловка.
В это время крестьянин Иван Афанасьевич Фёдоров — дачевладелец большого участка рядом с театром, подаёт прошение в Управление Московского Удельного Округа о разрешении продажи Перловского театра со всей его территорией и правом строительства рядом дач.
По предписанию округа от 31 марта 1911 года и от 30 декабря того же года театр с мебелью, электростанцией и водокачкой передаётся арендаторам Фёдорову и Максимову. Но 14 марта 1913 года Фёдоров снова подаёт прошение о выделении земли между театром и конторою, которое было удовлетворено.
1 мая 1915 года театр сгорел по невыясненным обстоятельствам.

## Описание

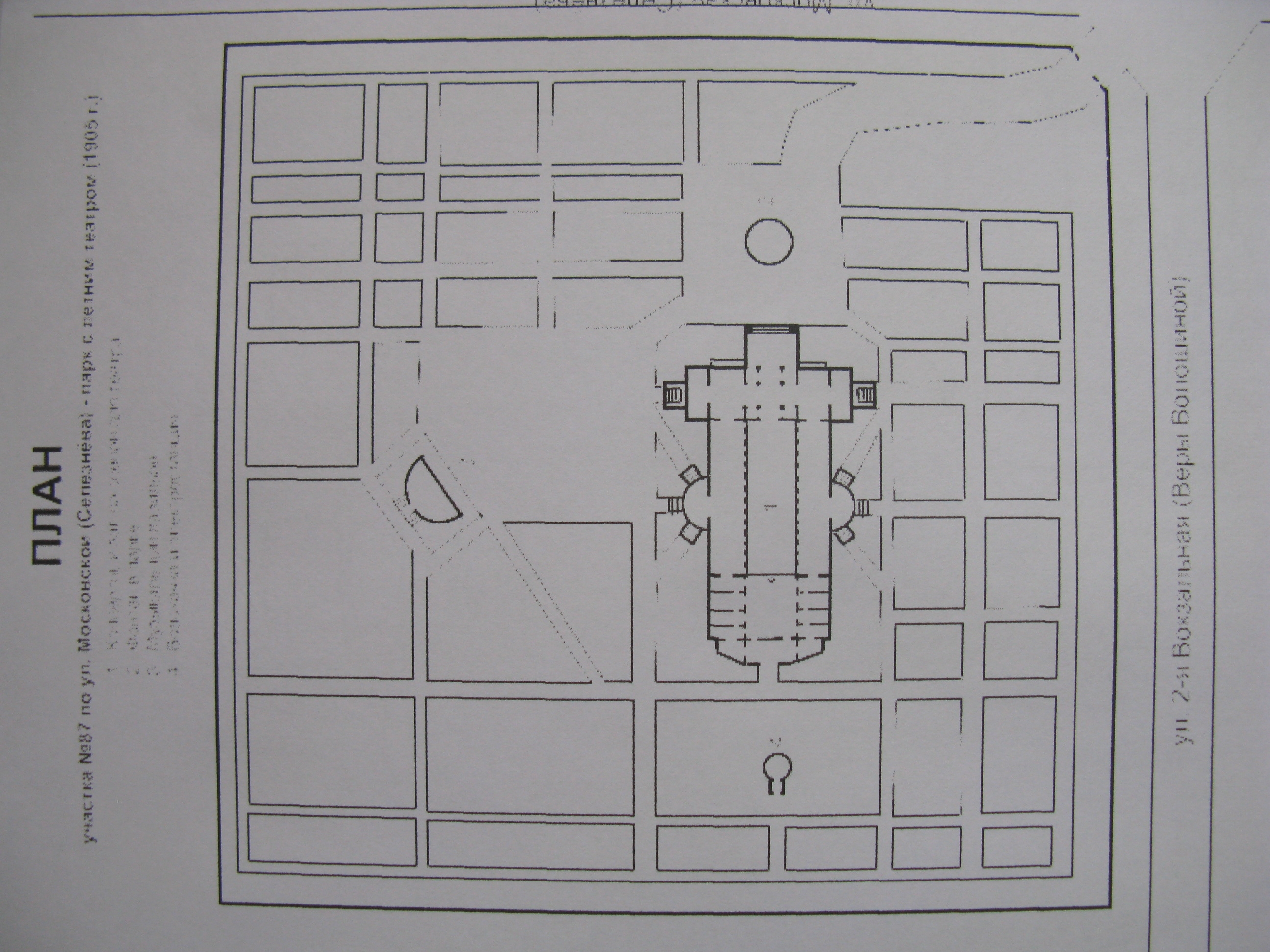
План парка с летним театром в Перловке. 1 — Концертный зал со сценой для театра; 2 — Фонтан в парке; 3 — Музыкальный павильон; 4 — Водокачка и электростанция. Схема взята и обработана из книги «Наша Перловка».

Театр представлял собой деревянное здание длиной 21 сажень, шириной 8 сажень и высотой 2 сажени. Стены снаружи и внутри обшиты тёсом, снаружи с богатыми резными украшениями и карнизами в мавританском стиле, окрашены масляной краской, а внутри лакированы. Полы дощаты, частично окрашены масляной краской. Потолков нет, вместо них стропила подшиты тёсом с кронштейнами и резными украшениями.
Внутреннее строение:
1. Вестибюль с куполом на деревянных колоннах с резными капителями и украшениями, окрашенными масляной краской.
2. Два боковых зала от вестибюля с деревянными полами и потолками, стены внутри обиты тёсом с лакированными украшениями.
3. Зрительный зал, в котором балконы поддерживаются 16 резными колоннами и устроены ложи по балконам.
4. Балконы со стеклянными рамами и выходными дверями, внутри драпированные, и над ними башни.
5. Сцена с повышенной эстрадой, суфлёрской будкой и по бокам дощатыми уборными.
6. Пристройка дощатая с кладовыми для декораций и задними выходами с деревянной лестницей.
7. Терраса деревянная, открытая, с балконами и парадным крыльцом, окрашенная масляной краской.
8. Террасы деревянные, крытые железом, с резными колоннами, балясниками и украшениями, окрашенные масляной краской.

Почтовые карточки с изображениями театра хранятся в Мытищинском историко-художественном музее.

## Галерея

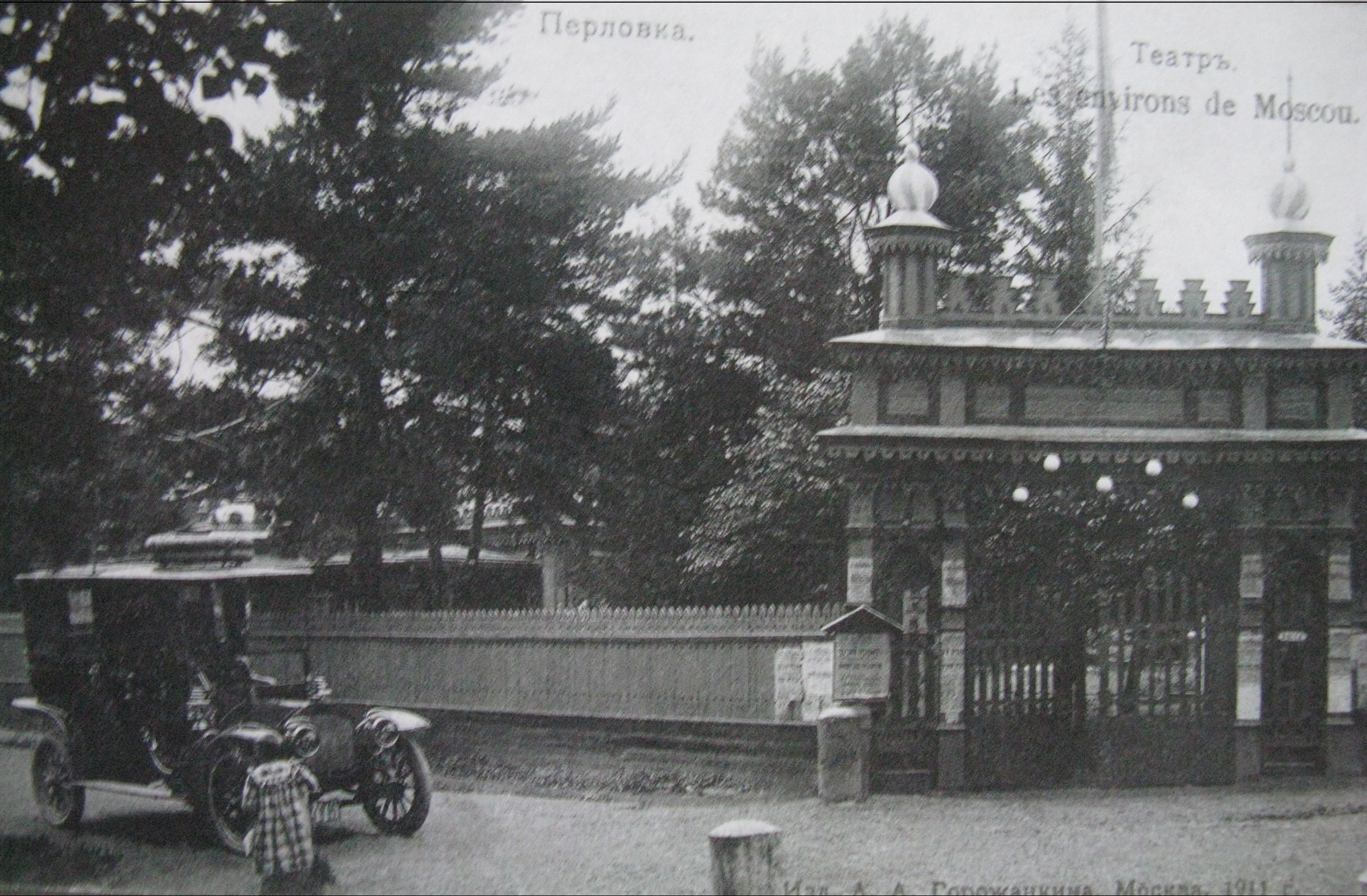
Перловка. Театральная площадь. Ворота театра Перловых. Почтовая карточка (1911)
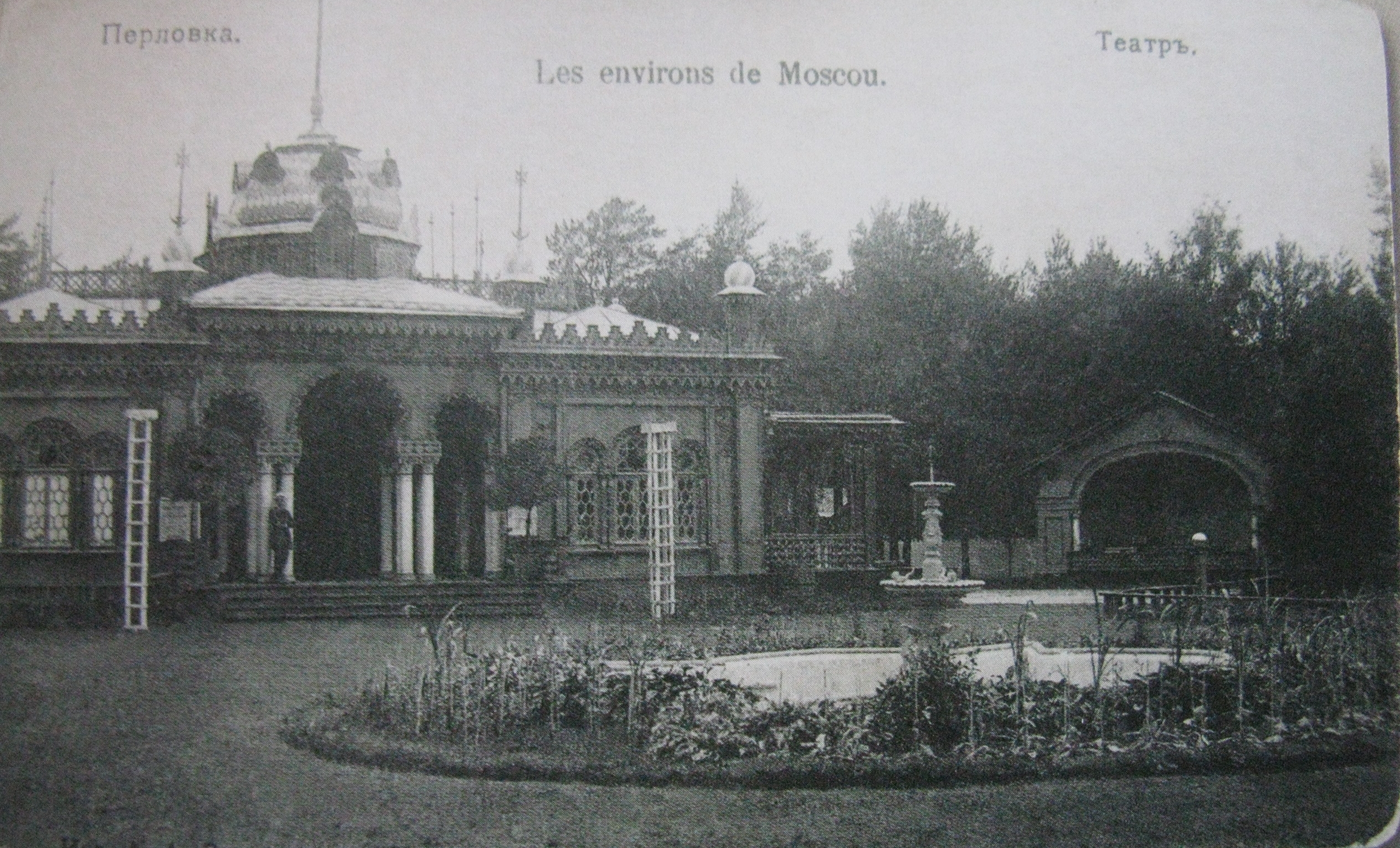
Летний театр в Перловке. На переднем плане фонтан в парке. Почтовая карточка (1911)